# Вежбе из гађања
„Вежбе из гађања” је југословенски ТВ филм из 1971. године. Режирао га је Едуард Галић а сценарио је написао Звонимир Мајдак.

## Улоге
| Глумац                 | Улога |
| ---------------------- | ----- |
| Даница Аћимац          |       |
| Светлана Бојковић      |       |
| Милутин Бутковић       |       |
| Бранислав Цига Јеринић |       |
| Милан Пузић            |       |